# Zech (Regnitzlosau)
Zech ist ein Gemeindeteil der Gemeinde Regnitzlosau im Landkreis Hof (Oberfranken, Bayern).

## Geografie
Der Weiler liegt dreieinhalb Kilometer nordöstlich von Regnitzlosau sowie jeweils einen knappen halben Kilometer südlich der Landesgrenze zum Freistaat Sachsen beziehungsweise nördlich der Südlichen Regnitz. Entlang dem Lauf dieses Flusses besteht seit 2001 das gut 145 Hektar große Naturschutzgebiet Südliche Regnitz und Zinnbach. Zech besteht aus drei Einzelhöfen, von denen der am weitesten im Westen gelegene ein Doppelhof ist. Der Weiler ist über eine Ortsverbindungsstraße erreichbar, die bei Nentschau von der Staatsstraße St 2453 abbiegt. Der isoliert gelegene nordöstlichste Hof kann nur über eine Stichstraße angefahren werden.

## Baudenkmal
Als Baudenkmal steht das den Ortsmittelpunkt bildende Wohnstallhaus mit der Hausnummer 52 unter Denkmalschutz.